# Brownanthus pseudoschlichtianus
Brownanthus pseudoschlichtianus là một loài thực vật có hoa trong họ Phiên hạnh. Loài này được S.M.Pierce & Gerbaulet mô tả khoa học đầu tiên năm 1997.